# (44216) Olivercabasa
(44216) Olivercabasa es un asteroide perteneciente al cinturón de asteroides descubierto el 4 de agosto de 1998 por Ester Vigil y el también astrónomo Ferrán Casarramona desde el Observatorio del Teide, Santa Cruz de Tenerife (Canarias), España.

## Designación y nombre
Designado provisionalmente como 1998 PH. Fue nombrado Olivercabasa en homenaje a Josep Maria Oliver i Cabasa, uno de los astrónomos aficionados más notables de España. Cofundó la Agrupació Astronómica de Sabadell en 1960 y la ha dirigido durante más de 40 años. Las principales áreas de trabajo en Sabadell son popularizar la astronomía y estudiar la historia de la astronomía amateur en España.

## Características orbitales
Olivercabasa está situado a una distancia media del Sol de 2,645 ua, pudiendo alejarse hasta 3,159 ua y acercarse hasta 2,131 ua. Su excentricidad es 0,194 y la inclinación orbital 13,93 grados. Emplea 1571,41 días en completar una órbita alrededor del Sol.

## Características físicas
La magnitud absoluta de Olivercabasa es 14,6. 